# Oreochromis angolensis
Oreochromis angolensis är en fiskart som först beskrevs av Trewavas, 1973.  Oreochromis angolensis ingår i släktet Oreochromis och familjen Cichlidae. IUCN kategoriserar arten globalt som livskraftig. Inga underarter finns listade i Catalogue of Life.